# Храм Ильи Муромца и Святой Варвары

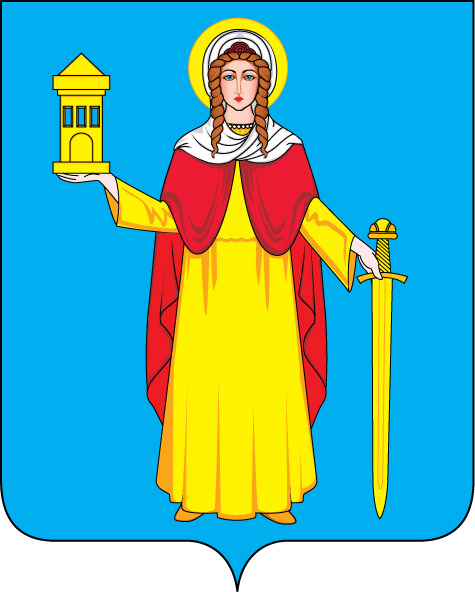
Святая Варвара на гербе Власихи

Храм Преподобного Ильи Муромца с приделом в честь святой великомученицы Варвары — православный храм в посёлке Власиха Московской области. Был возведён в 1998 году по инициативе командования ракетных войск стратегического назначения. Проект будущего «Собора ракетных войск» утвердил патриарх Московский и всея Руси Алексий II. На первой литургии, состоявшейся после освящения, был рукоположён в священники бывший настоятель храма иерей Михаил Васильев. За десять лет существования храма патриарх восемь раз совершил в нём праздничное богослужение.

## Работа с детьми
При храме работает Воскресная школа, которую посещают около сорока человек детей. На занятиях ученики изучают Закон Божий, знакомятся с традициями и историей России, рисуют, вышивают, занимаются лепкой. Ко дню Победы дети организовывают праздничные встречи с ветеранами Великой Отечественной войны. При Воскресной школе организован детский хор. На занятиях хорового пения дети разучивают церковные песнопения, детские и военные песни. Знакомство с историей Отечества и церкви происходит не только на теоретических занятиях. Для ребят организуются тематические поездки по святым местам. За время существования воскресной школы её воспитанники неоднократно побывали в Звенигороде, Троице-Сергиевой Лавре, Бородинском монастыре, храме Христа Спасителя, Оптиной Пустыни и во многих монастырях Москвы. Уже 7 лет преподаватели Воскресной школы проводят занятия в начальной школе им. А. С. Попова и в детских садах № 44 и 51 по предмету «Основы православной культуры и основы нравственности». Несколько раз в год в храме организуется детская Божественная Литургия для учеников начальной школы.

## Работа с военными
Одно из главных направлений работы храма — просветительская работа в воинских частях РВСН. Священнослужители прихода еженедельно проводят беседы на нравственные и религиозные темы с солдатами. А в рамках командирской подготовки один раз в несколько месяцев такие беседы проводятся и с офицерами Власихи. Устраиваются культурно-ознакомительные поездки для военнослужащих по святым местам Подмосковья. Каждое воскресенье за Божественной Литургией присутствуют от 30 до 80 военнослужащих срочной службы, а также офицеры, некоторые из которых Причащаются Святых Христовых Тайн.
Девять лет назад силами храма был учреждён православный военно-патриотический клуб «Илия Муромец». Программа занятий включает огневую, тактическую подготовку, рукопашный бой («русский стиль»), основы выживания и Основы Православия, туристическая подготовка. Военно-патриотический клуб принимает участие в соревнованиях, играх, концертах, художественной самодеятельности. Ежегодно проводится поисковая экспедиция на местах боев ВОВ. Каждый год курсанты клуба находят останки без вести пропавших солдат. Через военкомат и архивные данные были установлены личности некоторых солдат.
За десять лет священники храма, неоднократно оказывали духовную помощь российским военнослужащим в горячих точках мира. С этой целью силами прихода был развернут полевой храм преподобного Ильи Муромца в Косово в 1999—2003 гг., и в Чечне в 2003 г. в Веденском районе. Летом 2005 года полевой храм был установлен в расположении российских десантников в провинции Шаньду в Китае (на время совместных российско-китайских военных учений).